# Дегирмендюзю (вилает Чанаккале)
Вижте пояснителната страница за други значения на Дегирмендюзю.
Дегирмендюзю или Бургаз (на турски: Değirmendüzü; на гръцки: Περγάζ, Пергаз или Περγάζια, Пергазия) е село в Източна Тракия, Турция, Вилает Чанаккале.

## География
Селото се намира на Галиполския полуостров, на 13 километра западно от Галиполи.

## История
В 19 век Пергаз е гръцко село в Галиполски санджак на Одринския вилает на Османската империя. Според статистиката на професор Любомир Милетич в 1913 година в Бургас живеят 80 гръцки семейства.
През1922 година след краха на Гърция в Гръцко-турската война жителите на селото се изселват в Гърция по силата на Лозанския договор. Първоначално са настанени в Превеза, а след това заселени в ениджевардарското село Къшлар.
През 1923 година са заселени помаци от село Невор.